# أليسيا بارني
أليسيا بارني (بالإسبانية: Alicia Barney Caldas) هي فنانة كولومبية، ولدت في 28 نوفمبر 1952 في كالي في كولومبيا.

## وصلات خارجية
- الموقع الرسمي